# Liga Futsal de 1999
A Liga Futsal de 1999 é a 4.ª edição do principal torneio de futebol de salão do Brasil, à época organizado pela Confederação Brasileira de Futsal (CBFS). Nos dias atuais, corresponde oficialmente à Liga Nacional de Futsal.
Na temporada com o maior número de participantes até então, Manoel Tobias e Falcão lideraram o Atlético Mineiro ao primeiro bicampeonato do torneio. Dois anos depois, os mineiros conquistaram o título novamente com uma campanha expressiva: líder isolado da primeira fase e vice-líder de seu grupo na segunda, o Galo avançou à fase final e bateu General Motors e Miécimo da Silva, ambos com duas vitórias, para levantar o troféu.
Pela quarta vez consecutiva, a General Motors caiu nas semifinais e, repetindo  a edição anterior, ficou com o terceiro lugar. Estreante, o São Paulo também foi semifinalista e encerrou a competição na quarta colocação.

## Fórmula de disputa

### Primeira fase
Na primeira fase, as 13 equipes participantes foram agrupadas em grupo único e se enfrentaram em turno e returno. A pontuação seguiu o sistema tradicional: 3 pontos por vitória, 1 ponto por empate e 0 por derrota. As 8 melhores equipes avançaram à segunda fase. Em caso de igualdade na classificação, os critérios considerados foram, em ordem, número de vitórias e saldo de gols.

### Segunda fase
As 8 equipes classificadas foram distribuídas em dois grupos, desta vez classificando apenas líderes e vices. A fórmula de disputa foi idêntica à da fase anterior, porém com apenas quatro clubes em cada grupo.

### Fase final
O líder de cada grupo enfrentou o vice-líder do grupo oposto nas semifinais, em confronto com ida e volta — com a equipe de melhor campanha exercendo mando no segundo jogo. Os vencedores avançaram para a final, igualmente disputada em duas partidas.

## Participantes
| Equipe           | Parceria(s)   | Cidade             | Estado | 1998 | Títulos (último) |
| ---------------- | ------------- | ------------------ | ------ | ---- | ---------------- |
| ASBAC            | —             | Brasília           | DF     | 9.º  | 0 (não possui)   |
| Atlético Mineiro | Pax de Minas  | Belo Horizonte     | MG     | 6.º  | 1 (1997)         |
| Banespa          | —             | São Paulo          | SP     | —    | 0 (não possui)   |
| Carlos Barbosa   | —             | Carlos Barbosa     | RS     | 2.º  | 0 (não possui)   |
| Corinthians      | —             | São Paulo          | SP     | 8.º  | 0 (não possui)   |
| Foz Futsal       | Poker         | Foz do Iguaçu      | PR     | —    | 0 (não possui)   |
| General Motors   | Chevrolet     | São Caetano do Sul | SP     | 3.º  | 0 (não possui)   |
| Internacional    | —             | Porto Alegre       | RS     | —    | 1 (1996)         |
| Miécimo da Silva | —             | Rio de Janeiro     | RJ     | —    | 0 (não possui)   |
| Minas            | Number One    | Belo Horizonte     | MG     | 7.º  | 0 (não possui)   |
| São Paulo        | Osasco        | São Paulo          | SP     | —    | 0 (não possui)   |
| Ulbra            | Claro Digital | Canoas             | RS     | 1.º  | 1 (1998)         |
| Vasco da Gama    | —             | Rio de Janeiro     | RJ     | —    | 0 (não possui)   |

## Primeira fase
| Pos | Equipe           | Pts | J  | V  | E | D  | GP  | GC  | SG  | %  | Classificação                     |
| --- | ---------------- | --- | -- | -- | - | -- | --- | --- | --- | -- | --------------------------------- |
| 1   | Atlético Mineiro | 56  | 24 | 17 | 5 | 2  | 126 | 77  | +49 | 78 | Classificados para a segunda fase |
| 2   | Ulbra            | 47  | 24 | 15 | 2 | 7  | 95  | 70  | +25 | 66 | Classificados para a segunda fase |
| 3   | General Motors   | 44  | 24 | 13 | 5 | 6  | 106 | 85  | +21 | 62 | Classificados para a segunda fase |
| 4   | Vasco da Gama    | 41  | 24 | 12 | 5 | 7  | 92  | 85  | +7  | 57 | Classificados para a segunda fase |
| 5   | Miécimo da Silva | 39  | 24 | 11 | 6 | 7  | 87  | 79  | +8  | 55 | Classificados para a segunda fase |
| 6   | São Paulo        | 37  | 24 | 11 | 4 | 9  | 95  | 82  | +13 | 52 | Classificados para a segunda fase |
| 7   | Internacional    | 32  | 24 | 9  | 5 | 10 | 76  | 72  | +4  | 45 | Classificados para a segunda fase |
| 8   | Minas            | 32  | 24 | 9  | 5 | 10 | 94  | 92  | +2  | 45 | Classificados para a segunda fase |
| 9   | Banespa          | 31  | 24 | 9  | 4 | 11 | 108 | 105 | +3  | 44 | Eliminados na primeira fase       |
| 10  | Carlos Barbosa   | 30  | 24 | 8  | 6 | 10 | 81  | 92  | -11 | 42 | Eliminados na primeira fase       |
| 11  | Foz Futsal       | 27  | 24 | 7  | 6 | 11 | 81  | 85  | -4  | 38 | Eliminados na primeira fase       |
| 12  | ASBAC            | 19  | 24 | 6  | 1 | 17 | 67  | 121 | -54 | 27 | Eliminados na primeira fase       |
| 13  | Corinthians      | 6   | 24 | 2  | 0 | 22 | 49  | 112 | -63 | 9  | Eliminados na primeira fase       |

### Resultados
Na horizontal, os resultados como mandante. Na vertical, os resultados como visitante.
|                  | ASBAC | CAM | BAN  | ACBF | COR | FOZ | GM  | INT | MIE | MIN | SAO | ULB | VAS |
| ---------------- | ----- | --- | ---- | ---- | --- | --- | --- | --- | --- | --- | --- | --- | --- |
| ASBAC            | —     | 7-4 | 4-6  | 4-3  | 3-2 | 5-4 | 2-9 | 1-5 | 2-3 | 5-9 | 2-2 | 4-6 | 6-4 |
| Atlético Mineiro | 3-1   | —   | 14-6 | 5-1  | 7-1 | 7-4 | 6-4 | 3-0 | 6-2 | 8-4 | 6-2 | 5-0 | 5-4 |
| Banespa          | 15-5  | 6-7 | —    | 6-2  | 5-4 | 2-3 | 5-5 | 3-3 | 1-1 | 3-6 | 5-6 | 5-4 | 3-5 |
| Carlos Barbosa   | 3-1   | 4-4 | 5-3  | —    | 5-1 | 5-4 | 2-6 | 3-3 | 2-3 | 4-4 | 4-2 | 8-9 | 7-6 |
| Corinthians      | 1-2   | 0-5 | 1-3  | 2-4  | —   | 6-2 | 1-4 | 6-5 | 2-7 | 1-4 | 3-4 | 1-7 | 0-1 |
| Foz Futsal       | 6-2   | 4-4 | 3-7  | 3-3  | 9-2 | —   | 3-1 | 1-1 | 3-3 | 4-3 | 6-2 | 2-2 | 3-3 |
| General Motors   | 9-0   | 5-5 | 7-6  | 3-2  | 5-3 | 4-3 | —   | 5-3 | 2-6 | 5-3 | 6-4 | 1-4 | 9-8 |
| Internacional    | 7-1   | 5-5 | 5-4  | 2-5  | 5-0 | 3-5 | 3-2 | —   | 5-2 | 3-0 | 1-4 | 2-1 | 0-2 |
| Miécimo da Silva | 4-1   | 3-3 | 5-2  | 4-3  | 4-2 | 4-2 | 4-6 | 5-2 | —   | 0-4 | 7-6 | 5-5 | 5-6 |
| Minas            | 7-6   | 1-6 | 1-2  | 3-3  | 7-4 | 5-4 | 3-3 | 6-4 | 3-3 | —   | 6-7 | 3-4 | 4-4 |
| São Paulo        | 4-0   | 6-4 | 2-2  | 0-0  | 7-0 | 5-2 | 5-5 | 0-2 | 6-3 | 3-4 | —   | 3-5 | 5-0 |
| Ulbra            | 1-0   | 1-2 | 3-1  | 9-2  | 4-1 | 4-0 | 4-0 | 5-4 | 3-2 | 4-3 | 2-4 | —   | 5-8 |
| Vasco da Gama    | 4-3   | 3-4 | 4-7  | 5-1  | 5-2 | 2-1 | 0-0 | 3-3 | 2-2 | 2-1 | 7-6 | 4-3 | —   |

## Segunda fase

### Grupo A
| Pos | Equipe           | Pts | J | V | E | D | GP | GC | SG  | %  | Classificação                   |
| --- | ---------------- | --- | - | - | - | - | -- | -- | --- | -- | ------------------------------- |
| 1   | São Paulo        | 12  | 6 | 3 | 3 | 0 | 29 | 23 | +6  | 67 | Classificados para a fase final |
| 2   | Atlético Mineiro | 11  | 6 | 3 | 2 | 1 | 35 | 31 | +4  | 62 | Classificados para a fase final |
| 3   | Vasco da Gama    | 10  | 6 | 3 | 1 | 2 | 33 | 25 | +8  | 56 | Eliminados na segunda fase      |
| 4   | Minas            | 0   | 6 | 0 | 0 | 6 | 15 | 33 | -18 | 0  | Eliminados na segunda fase      |

#### Resultados
Na horizontal, os resultados como mandante. Na vertical, os resultados como visitante.
|                  | CAM  | MIN | SAO | VAS |
| ---------------- | ---- | --- | --- | --- |
| Atlético Mineiro | —    | 8-3 | 6-6 | 6-4 |
| Minas            | 4-7  | —   | 2-3 | 2-5 |
| São Paulo        | 4-4  | 5-2 | —   | 4-4 |
| Vasco da Gama    | 10-4 | 5-2 | 5-7 | —   |

### Grupo B
| Pos | Equipe           | Pts | J | V | E | D | GP | GC | SG | %  | Classificação                   |
| --- | ---------------- | --- | - | - | - | - | -- | -- | -- | -- | ------------------------------- |
| 1   | General Motors   | 15  | 6 | 5 | 0 | 1 | 22 | 16 | +6 | 84 | Classificados para a fase final |
| 2   | Miécimo da Silva | 7   | 6 | 2 | 1 | 3 | 19 | 22 | -3 | 39 | Classificados para a fase final |
| 3   | Internacional    | 7   | 6 | 2 | 1 | 3 | 15 | 19 | -4 | 39 | Eliminados na segunda fase      |
| 4   | Ulbra            | 6   | 6 | 2 | 0 | 4 | 16 | 15 | +1 | 34 | Eliminados na segunda fase      |

#### Resultados
Na horizontal, os resultados como mandante. Na vertical, os resultados como visitante.
|                  | GM  | INT | MIE | ULB |
| ---------------- | --- | --- | --- | --- |
| General Motors   | —   | 2-1 | 3-6 | 3-2 |
| Internacional    | 2-5 | —   | 6-3 | 3-2 |
| Miécimo da Silva | 3-6 | 2-2 | —   | 4-1 |
| Ulbra            | 2-3 | 5-1 | 4-1 | —   |

## Fase final
|  | Semifinais | Semifinais       | Semifinais       | Semifinais |   |    | Final            | Final | Final | Final |
|  |            |                  |                  |            |   |    |                  |       |       |       |
|  | 1A         | São Paulo        | 2                | 3          |   |    |                  |       |       |       |
|  | 2B         | Miécimo da Silva | 4                | 3          |   |    |                  |       |       |       |
|  |            |                  |                  |            |   | S1 | Miécimo da Silva | 3     | 4     |       |
|  |            | S2               | Atlético Mineiro | 5          | 5 |    |                  |       |       |       |
|  | 1B         | General Motors   | 2                | 2          |   |    |                  |       |       |       |
|  | 2A         | Atlético Mineiro | 4                | 3          |   |    |                  |       |       |       |

## Premiação
| Liga Futsal de 1999                   |
| ------------------------------------- |
|                                       |
| Atlético Mineiro Campeão (2.º título) |

### Seleção do campeonato
| Pos.         | Vencedor      | Equipe           |
| ------------ | ------------- | ---------------- |
| Goleiro      | Serginho      | Miécimo da Silva |
| Fixos        | Euler         | Atlético Mineiro |
| Fixos        | Schumacher    | General Motors   |
| Ala direito  | Manoel Tobias | Atlético Mineiro |
| Ala esquerdo | Falcão        | Atlético Mineiro |
| Pivô         | Simi          | General Motors   |
| Técnico      | Miltinho      | Atlético Mineiro |

### Prêmios individuais
| Prêmio         | Vencedor      | Vencedor      | Equipe           |
| -------------- | ------------- | ------------- | ---------------- |
| Melhor jogador | Manoel Tobias | Manoel Tobias | Atlético Mineiro |
| Artilheiro     | Manoel Tobias | 52 gols       | Atlético Mineiro |

## Classificação final
| Pos | Equipe           | Pts | J  | V  | E | D  | GP  | GC  | SG  | %  | Classificação               |
| --- | ---------------- | --- | -- | -- | - | -- | --- | --- | --- | -- | --------------------------- |
| 1   | Atlético Mineiro | 79  | 34 | 24 | 7 | 3  | 178 | 119 | +59 | 78 | Campeão                     |
| 2   | Miécimo da Silva | 50  | 34 | 14 | 8 | 12 | 120 | 116 | +4  | 50 | Vice-campeão                |
| 3   | General Motors   | 59  | 32 | 18 | 5 | 9  | 132 | 108 | +24 | 62 | Eliminados nas semifinais   |
| 4   | São Paulo        | 50  | 32 | 14 | 8 | 10 | 129 | 112 | +17 | 53 | Eliminados nas semifinais   |
| 5   | Ulbra            | 53  | 30 | 17 | 2 | 11 | 111 | 85  | +26 | 59 | Eliminados na segunda fase  |
| 6   | Vasco da Gama    | 51  | 30 | 15 | 6 | 9  | 125 | 110 | +15 | 57 | Eliminados na segunda fase  |
| 7   | Internacional    | 39  | 30 | 11 | 6 | 13 | 91  | 91  | 0   | 44 | Eliminados na segunda fase  |
| 8   | Minas            | 32  | 30 | 9  | 5 | 16 | 109 | 125 | -16 | 36 | Eliminados na segunda fase  |
| 9   | Banespa          | 31  | 24 | 9  | 4 | 11 | 108 | 105 | +3  | 44 | Eliminados na primeira fase |
| 10  | Carlos Barbosa   | 30  | 24 | 8  | 6 | 10 | 81  | 92  | -11 | 42 | Eliminados na primeira fase |
| 11  | Foz Futsal       | 27  | 24 | 7  | 6 | 11 | 81  | 85  | -4  | 38 | Eliminados na primeira fase |
| 12  | ASBAC            | 19  | 24 | 6  | 1 | 17 | 67  | 121 | -54 | 27 | Eliminados na primeira fase |
| 13  | Corinthians      | 6   | 24 | 2  | 0 | 22 | 49  | 112 | -63 | 9  | Eliminados na primeira fase |